# ویندام گیتنس
ویندام گیتنس (انگلیسی: Wyndham Gittens؛ ‏ ۷ فوریهٔ ۱۸۸۵ – ۱۸ ژوئن ۱۹۶۷) یک فیلم‌نامه‌نویس بود.
وی فیلم‌نامه‌نویس فیلم‌هایی همچون اسب شیطان، قانون وحش و جنگل گمشده بوده است.